# Коулман-Лэдд, Анна
А́нна Ко́улман Уо́ттс Лэдд (англ. Anna Coleman Ladd; 15 июля 1878, Филадельфия, Пенсильвания — 3 июня 1939, Санта-Барбара, Калифорния) — американский скульптор. Известна своей работой с обезображенными солдатами Первой мировой войны.

## Биография
Анна Коулман Уоттс родилась в Брин-Маре (Филадельфия).
Обучалась скульптуре в Париже и Риме. В 1905 году она переехала в Бостон, где вышла замуж за доктора Мэйнарда Лэдда (англ. Maynard Ladd), и там три года училась в школе Бостонского музея вместе с Белой Праттом. Её скульптура Triton Babies была выставлена на Панамо-Тихоокеанской международной выставке 1915 года в Сан-Франциско. В 1914 году она стала одной из основательниц Гильдии бостонских художников, её работы были выставлены как в дебютной выставке, так и в последующей передвижной выставке, на которой впоследствии у неё была одиночная выставка.
Коулман-Лэдд занималась различными искусствами и написала две книги: Hieronymus Rides, основанную на средневековом романе, над которым она работала годами, и The Candid Adventurer, пародия бостонского общества в 1913 году. Она также написала по крайней мере две невыпущенных пьесы, одна из которых включала историю женщины-скульптора, пошедшей на войну.
Она посвятила себя портретной живописи и её работы хорошо оценивались. Её портрет Элеоноры Дузе был одним из всего трёх, которые актриса дала написать. В конце 1917 года Коулман-Лэдд переехала во Францию с мужем, который был назначен ответственным за детское бюро Американского Красного креста в Туле. Именно в это время она узнала о работе Фрэнсиса Дервента Вуда в департаменте Масок для увечий лица в Париже. После встречи с ним Коулман-Лэдд основала «студию для портретных масок» Американского Красного креста для предоставления косметических масок людям, сильно обезображенным в Первую мировую войну.
После Первой мировой войны Коулман-Лэдд сделала скульптуру для Американского легиона, на которой изобразила прогнивший труп на ограде из колючей проволоки. В 1936 году она переехала в Калифорнию, где и умерла в 1939 году.

## Работа по протезированию
В Первую мировую войну вместе с Жанной Пупеле Коулман-Лэдд занималась созданием косметических масок обезображенным солдатам. С лиц солдат снимался гипсовый слепок, после чего черты лица лепились из глины или пластилина. Эта форма затем использовалась для создания протеза из тонкой гальванизированной меди. Металл покрывался твёрдой эмалью, подходившей под тон кожи человека. Коулман-Лэдд использовала реальные волосы для создания ресниц, бровей и усов. Протез прикреплялся к лицу верёвками или очками по образцу протезов Фрэнсиса Дервента Вуда.
В знак признания свою работу Коулман-Лэдд получила французский орден Почётного легиона в звании кавалера и сербский орден Святого Саввы.